# Tassin-la-Demi-Lune
Tassin-la-Demi-Lune település Franciaországban, Métropole de Lyon különleges státuszú nagyvárosban (métropole: nagyjából „megyei jogú város”). Lakosainak száma 22 819 fő (2022. január 1.). Tassin-la-Demi-Lune Francheville, Charbonnières-les-Bains, Craponne, Écully, Lyon, Marcy-l’Étoile, Sainte-Consorce és Saint-Genis-les-Ollières községekkel határos.

## Népesség
A település népessége az elmúlt években az alábbi módon változott:
| Lakosok száma | 21 102 | 21 793 | 22 729 | 22 297 | 22 403 | 22 286 | 22 475 | 22 676 | 22 819 |
|               | 2013   | 2015   | 2016   | 2017   | 2018   | 2019   | 2020   | 2021   | 2022   |